# 질식성애증
질식성애증(窒息性愛症)은 목이나 신체를 묶어서 질식 상태를 만들어 성적 쾌감을 느끼는 것을 말한다.

## 역사
질식성애가 문서상에 기록된 것은 17세기 전반부터이고, 초기에는 발기부전 치료에 사용되었다. 질식성애를 발기부전에 사용할 것을 고안한 이유는 교수형에서 남성이 교수형을 당할시 발기를 하며, 때때로 사정을 하고, 사후에도 발기를 하여 이것을 이유로 발기부전에 사용한 것으로 추정된다.

## 같이 보기
- 기절놀이